# Arkadi-klooster
Het Arkadi-klooster (Grieks: Μονή Αρκαδίου, Moni Arkadiou) bevindt zich centraal op het Griekse eiland Kreta . Het klooster, dat zijn naam te danken heeft aan de Byzantijnse (Oost-Romeinse) keizer Arkadios, heeft een belangrijke rol gespeeld in de onafhankelijkheidsstrijd van de Kretenzers tegen de Turken.
In de 5e eeuw stond er op de plek van het klooster een Byzantijnse kerk. De voorgevel is Venetiaans en dateert uit 1587. De rest van het gebouw stamt uit de 17e eeuw. In de strijd met de Turken is veel van het interieur verloren gegaan. Het klooster wordt nog steeds bewoond door Grieks-Orthodoxe monniken. Het klooster trekt veel toeristen, niet alleen Kretenzers, voor wie het klooster een belangrijk monument is, maar ook buitenlanders.

## Het drama van Arkadi

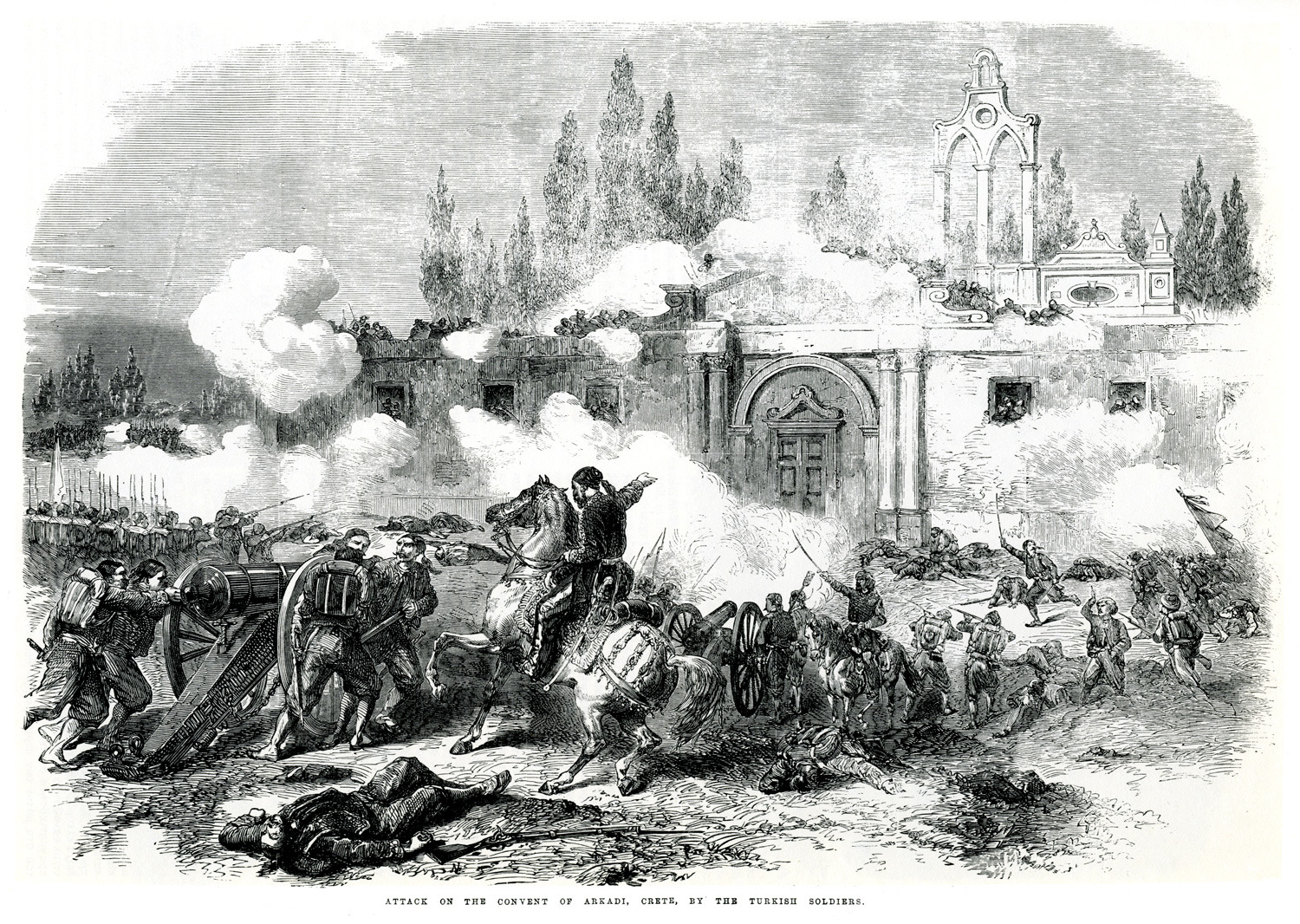
De belegering van het klooster door de Turken

In het jaar 1866 vond in het klooster een tragedie plaats. De Kretenzische rebellen hadden het klooster tot schuilplaats en thuisbasis gekozen. In deze thuishaven, waar ook alle wapens lagen opgeslagen, werden verzetsbijeenkomsten georganiseerd. De Turken wilden hier een eind aan maken. Sultan Abdul-Aziz stuurde Pasja Mustafa erop af om de onlusten op Kreta te doen verstommen, maar het lukte niet om Gabriël, de leider van het Verzetscomité, gevangen te nemen. De Kretenzers riepen de hulp in van Panos Koronaios, een ervaren Griekse militair. Hij liet zich even later vervangen door Ioannis Dimakopoulos. Deze liet het klooster versterken, riep zo'n 250 vrijwilligers bijeen en verzamelde flink wat munitie. De rebellen maakten zich dus op voor een strijd, evenals de Turken onder leiding van Pasja Mustafa.

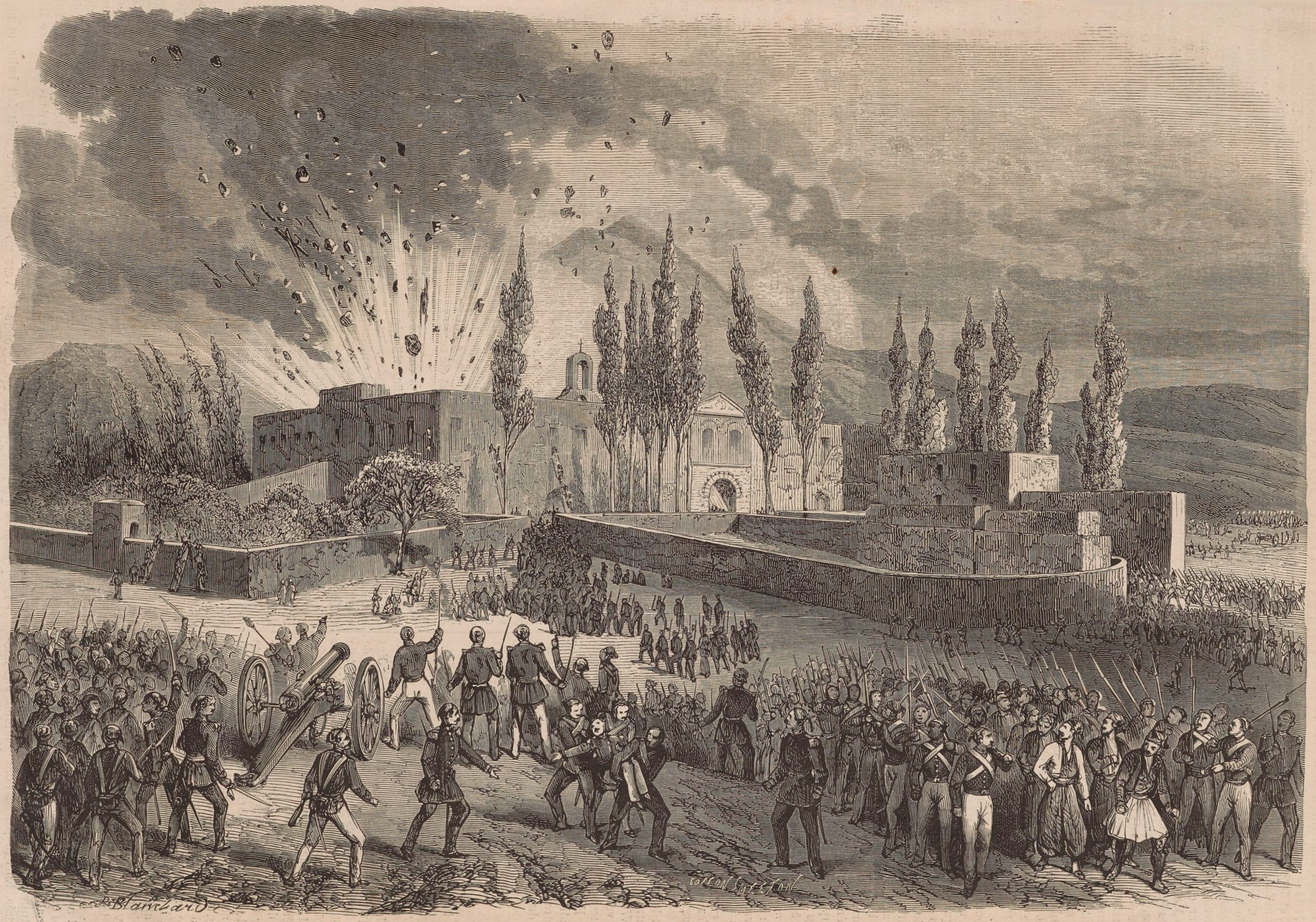
De ontploffing van het klooster

De Pasja trok met zijn leger al plunderend naar het klooster toe. Bij het klooster aangekomen begonnen de Turken de belegering. Al snel bleek dat de Kretenzers de verliezende partij waren. Om gevangenneming en foltering door de Turken te voorkomen, gaf Abt Gabriël het bevel alle munitie in het kruitmagazijn bijeen te brengen, zodat alle rebellen zichzelf konden opblazen als de nood daar was. Toen de Turken het klooster al waren binnengedrongen en zich op de binnenplaats bevonden en de situatie voor de Kretenzers dus hopeloos was, werd dit plan in werking gesteld. Men verzamelde zich in het kruitmagazijn, Kostis Giaboudakis ontstak het vuur en het kruitmagazijn ontplofte. De opoffering van het belegerde volk van het Arkadi-klooster was een feit. Daarna werd het klooster geplunderd door de Turken, die alles verbrandden en de meeste overlevenden doodden. Enkele vrouwen en kinderen werden krijgsgevangen gemaakt. Dit drama kreeg veel publiciteit, niet alleen in Griekenland, maar ook in Europa en de rest van de wereld.
De Londense Times, de Russische pers, maar ook een aantal markante persoonlijkheden zoals Giuseppe Garibaldi en Victor Hugo hebben artikelen en brieven geschreven om de Kretenzers aan te moedigen en te vereren. Drie jaar later, in januari 1869, als apotheose van de jarenlange strijd van de Kretenzers, brak er een grote revolutie uit waarmee onder meer de teloorgang van het Arkadi-klooster werd gewroken en die ten slotte leidde tot de onafhankelijkheid van het eiland in 1898.
De Republiek Kreta werd daarna tijdelijk bestuurd door de Griekse prins George als gouverneur, maar stond nog wel onder de soevereiniteit van de Turkse Sultan. In 1913 werd Kreta uiteindelijk opgenomen in het Koninkrijk Griekenland.